# Charles de Schomberg
Charles de Schomberg, francoski general in politik, * 1601, † 1656.
Schomberg se je rodil maršalu Henriju de Schombergu. V letih 1632−1642 je bil guverner in generalporočnik Languedoca; leta 1637 je bil povzdignjen v maršala Francije. Po koncu francosko-španske vojne je kratek čas bil tudi podkralj Katalonije. V času francoskih verskih vojn se je boril na strani kardinala Richelieuja in njegovega naslednika Julesa Mazarina.